# Bernadette Chirac
Bernadette Thérèse Marie Chirac (nacida como Bernadette Thérèse Marie Chodron de Courcel; París, 18 de mayo de 1933) es una política francesa, hoy viuda del presidente Jacques Chirac.
Se conoció con Chirac como estudiantes en el Instituto de Estudios Políticos de París (más conocido como Sciences Po), y se casaron el 16 de marzo de 1956. Tuvieron dos hijas: Laurence (nacida el 4 de marzo de 1958, fallecida el 14 de abril de 2016) y Claude Chirac (nacida 6 de diciembre de 1962), y una hija adoptiva vietnamita, Anh Đào Traxel.
Desde 2001, Bernadette ejerce el patronazgo de "Operation Pièces Jaunes", una organización caritativa que ayuda a los niños franceses en los hospitales a través de la colecta de donaciones. 
Estuvo involucrada en la exitosa campaña presidencial de 1995 y su popularidad como primera dama tuvo un importante rol en la reelección de su marido en 2002. Fue concejal en Corrèze y adjunta al alcalde de Sarran, siendo una de las pocas esposas de los presidentes de la República Francesa que ha ejercido un mandato electivo.
El 3 de septiembre de 2007, se convirtió en la presidenta de la "Fondation Claude-Pompidou" (Fundación Claude Pompidou), tras la muerte de Claude Pompidou, antigua primera dama de Francia.

## Biografía

### Primeros años y formación
Nació en París el 18 de mayo de 1933, Bernadette Thérèse Marie Chodron de Courcel era la hija de Jean-Louis Chodron de Courcel (1907–1985), director de ventas de Emaux de Briare Inc., y de Marguerite de Brondeau d'Urtières (1910–2000). Era la mayor de tres hermanos: su hermana Catherine nació en 1946 y su hermano Jérôme en 1948.
Su familia, procedente de la alta burguesía y la pequeña nobleza, eran devotos católicos y recibió una estricta crianza de su madre. Su padre fue llamado al servicio militar en 1939 y encarcelado en Alemania cerca del fin de la Segunda Guerra Mundial. En junio de 1940, voló junto con su madre Lot-et-Garonne, donde concurrió a la escuela Sainte-Marthe en Agen. Entre 1941 y 1943, luego de la ocupación de la zone libre, volaron nuevamente hacia Gien en Loiret. Allí concurrió a la escuela de Sainte-Marie-des-Fleurs-et-des-Fruits hasta el regreso de su padre en 1945. La familia luego se instaló en el sexto distrito de París. Concurrió al Instituto de Estudios Políticos de París en 1950, donde conoció a su futuro marido. Como la mayoría de las mujeres de ese tiempo, con su matrimonio, no consiguió ningún título.

### Libros
En 2001, Bernadette participó en la serie de libros de entrevistas trascritas con el periodista conservador, Patrick de Carolis. El libro fue llamado Conversation avec y fue un superventas, vendiendo 350 000 copias en el primer año de su publicación.

### Carrera política
- 1971: Elegida para el Consejo Departamental de Sarran en Corrèze.
- 1977: Adjunta del alcalde de Sarran.
- 1979: Elegida en el Consejo Departamental de Corrèze y posteriormente reelegida en marzo de 1985, marzo de 1993, marzo de 1998, marzo de 2004, marzo de 2011 y septiembre de 2011
- 1990: Fundadora y presidenta de la "Association le Pont Neuf" destinada a promover los intercambios entre jóvenes franceses y asiáticos.
- 1991: Presidenta del Festival Internacional de Danza.
- 1994: Presidenta de la "Fondation Hôpitaux de Paris-Hôpitaux de France", una fundación benéfica con el objetivo de mejorar la vida cotidiana de niños y ancianos hospitalizados.

También ejerce el patronazgo de la Opération Pièces Jaunes, una campaña anual de recaudación de fondos para mejorar las condiciones de los hospitales infantiles.

## Honores
- Caballero de la Legión de Honor ()[2]